# Saranik
Saranik es la diosa inuit relacionada con el sol.

## Leyenda
Cuenta la leyenda que su movimiento se debe a la eterna huida de su hermano Tukik (la luna). Según la leyenda, tiempo atrás, en un pequeño pueblo habitaba una familia compuesta por un padre, un hijo y una hija. Se dice que con el tiempo, el hermano se enamoró de su hermana y empezó a obsesionarse con ella. Tanta fue su obsesión que un día decidió contárselo y ante su rechazo empezó a acosarla y a presionarla. Ésta, ante la presión, decidió huir convirtiéndose en sol mientras que el hermano se convirtió en luna y se dispuso a perseguirla. Dicha persecución es eterna, y solamente en tiempos de eclipse los inuit creen que el hermano ha logrado atrapar a la hermana, pero ésta rápidamente consigue escapar y reanudar la huida.